# فوجیوارا نو موریتادا
فوجیوارا نو موریتادا ((به ژاپنی: 藤原師尹 Fujiwara no Morotada)؛ ۲۴ ژوئیه ۹۲۰ –  ۱ دسامبر, ۹۶۹) سادایجین، در آننا (دوره) و سیاستمدار اهل ژاپن بود.